# Gudbrandsdalslågen
Il Gudbrandsdalslågen o Lågen è un fiume della Norvegia, che scorre nella valle Gudbrandsdalen, nella contea di Innlandet. Nasce dal lago Lesjaskogsvatnet e sfocia nel lago Mjøsa. Il sistema fluviale combinato Gudbrandsdalslågen-Vorma (quest'ultimo emissario del Mjøsa), lungo 351 km, rappresenta il quarto fiume della Norvegia.

## Corso del fiume
Il Gudbrandsdalslågen è uno dei due emissari del lago Lesjaskogsvatnet tra i monti del Dovrefjell, nel comune di Lesja e ha origine nei pressi del villaggio di Lesjaverk.
Successivamente il fiume scorre nella valle Gudbrandsdalen raccogliendo le acque degli affluenti Gausa (dalla valle Gausdal), Otta (dalla valle Ottadal), Vinstra (dalla valle Vinstradal) e Sjoa (dalla valle Heidal). Gli affluenti di sinistra Jora, Ula, Frya, Tromsa e Mesna scorrono rapidamente dalle cime del Rondane e sono molto più brevi.
Il corso del fiume è relativamente placido per la maggior parte del suo corso. Il corso diventa più impetuoso quando attraversa la gola di Rosten, a Sel.
Tra Ringebu and Øyer il fiume si allarga a creare il lago Losna per terminare il suo corso nel lago Mjøsa, nei pressi di Lillehammer. Il Mjøsa, di cui il Gudbrandsdalslågen rappresenta il maggior immissario, si scarica a sud-est nel fiume Vorma, che a sua volta sfocia nel fiume Glomma a Nes.

## Economia
Il bacino fluviale del Gudbrandsdalslågen si estende per oltre la metà della superficie dell'Oppland. Fino al 1969 il fiume è stato un importante zattiere.
Nel 2013 è stato avviato un progetto per lo sviluppo di una centrale idroelettrica, che sarà chiamata Kåja, a Vinstra nel comune di Nord-Fron. L'impianto, dalla capacità installata di 39 MW e produzione annua di 141 GWh, prevede la costruzione di una diga a valle della confluenza del Vinstra con il Gudbrandsdalslågen.